# هاینکل ۸
هاینکل ۸ (به انگلیسی: Heinkel HeS 8) یک هواگرد ساختِ کارخانهٔ هاینکل در کشور آلمان است .